# Aki (jednotka)
Aki je stará jednotka hmotnosti používaná v Libérii Její hodnota činí přibližně 1,274 g.